# Danaé (Rembrandt)
Pour les articles homonymes, voir Danaé (homonymie).
Danaé est un tableau de Rembrandt conservé au musée de l'Ermitage de Saint-Pétersbourg. Composé entre 1636 et 1643, il est entré avec la majeure partie de la collection Crozat en 1772 à l'Ermitage. C'est l'une des toiles les plus grandes de l'auteur, puisqu'elle dépeint deux personnages en grandeur nature. Rembrandt a commencé ce tableau en 1636 deux ans après son mariage.
Cette scène représente Danaé nue alanguie sur son lit. Sans doute s'apprête-t-elle à recevoir Zeus dont elle aura Persée. Rembrandt prend sa femme Saskia comme modèle. Celle-ci meurt en 1642. Il change ensuite le visage de Danaé avec celui de sa maîtresse Geertje Dircx, comme le révèle une étude aux rayons X. Celle-ci révèle également que l'artiste avait auparavant peint une pluie de pièces d'or (forme qu'avait prise Zeus pour visiter Danaé) qu'il supprime à cette époque; Danaé avait le regard tourné vers le haut et non de côté, et l'ange sculpté riait. Ces changements donnent donc plus de mystère et de profondeur au sujet.
Le tableau a été vandalisé au couteau et à l'acide sulfurique par un dément lituanien, le 15 juin 1985. la restauration du tableau a duré douze ans, jusqu'en 1997.